# Crew Dragon Demo-2
Crew Dragon Demo-2, oficialment conegut com a SpaceX Demo-2, SpaceX DM-2 i Crew Demo-2, és el primer vol de prova tripulat de la nau espacial privada Crew Dragon de SpaceX. El seu llançament es va efectuar el 30 de maig de 2020 a les 19:22 UTC, des del Centre espacial John F. Kennedy, després de la cancel·lació del llançament del dia 27 de maig (data original del vol orbital programat), a causa de dificultats climatològiques que van obligar a posposar el llançament.
Es tracta del primer vol espacial orbital tripulat que es llança des de sòl nord-americà des de 2011, any en què es va enviar el Transbordador Atlantis com a part de la missió STS-135, on el comandant de la missió Douglas Hurley també va formar part de la tripulació. També és el primer vol espacial orbital de dues persones llançat des de sòl nord-americà des de 1982, quan es va enviar el Transbordador Columbia amb la missió STS-4, i la primera prova tripulada d'una nova classe de nau, llançada des dels Estats Units, des del vol orbital de prova del transbordador Columbia en la missió STS-1, a l'abril de 1981.

## Tripulació
| Lloc      | Astronauta                                 | Vols anteriors    | Experiència en òrbita                    |
| --------- | ------------------------------------------ | ----------------- | ---------------------------------------- |
| Comandant | Douglas Hurley, NASA · Tercer vol espacial | STS-127 i STS-135 | 28 dies, 11 hores, 12 minuts i 54 segons |
| Pilot     | Robert Behnken, NASA · Tercer vol espacial | STS-123 i STS-130 | 29 dies, 12 hores, 17 minuts i 18 segons |

Behnken i Hurley van ser anunciats com a tripulació titular el 3 d'agost de 2018. Tots dos s'uniran, en un lapse d'aproximadament 24 hores, en l'Estació Espacial Internacional (ISS), amb l'Expedició 63, augmentant el seu nombre a 5 membres.
| Lloc      | Astronauta            | Vols anteriors |
| --------- | --------------------- | -------------- |
| Comandant | Michael Hopkins, NASA | Soiuz TMA-10M  |
| Pilot     | Victor Glover, NASA   |                |

A més, la tripulació va portar un dinosaure de joguina anomenada "Trimmer". Behnken i Hurley van triar a Trimmer d'entre les joguines de dinosaures que tenen els seus fills.

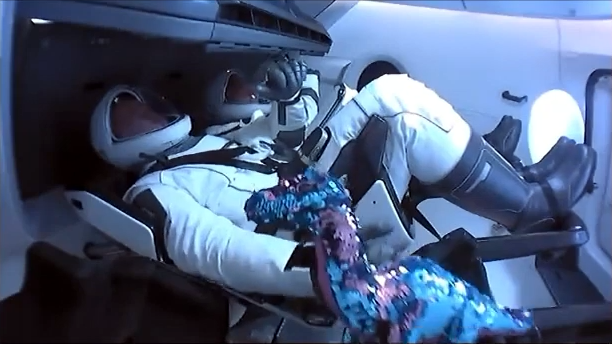
Els astronautes van utilitzar un peluix de dinosaure com a indicador d'ingravitació.

## Planificació
El llançament, originalment, es va planejar pel juliol de 2019, com a part del contracte de Desenvolupament de tripulació comercial amb una tripulació de dues persones en una missió de prova de 14 dies a l'Estació Espacial Internacional.
El 20 d'abril de 2019, la càpsula Crew Dragon de la missió Demo-1 es va destruir durant les proves d'ignició estàtica dels seus propulsors SuperDraco, abans del seu ús planificat per a una prova de fuita en vol. SpaceX va rastrejar la causa de l'anomalia fins a una vàlvula que va filtrar propelente a les línies d'heli d'alta pressió.
El 19 de gener de 2020, una nova càpsula Crew Dragon va completar amb èxit una prova de fuita d'emergència en vol.
La missió estava preparada per al seu llançament en la segona quinzena de maig de 2020. La NASA està considerant estendre la durada de la missió, permetent realitzar una rotació estàndard de tripulació. A principis d'abril de 2020, l'administrador de la NASA, Jim Bridenstine, va afirmar que, depenent de la data de llançament i de la disponibilitat de la nau Dragon per a la missió Crew-1, la missió s'estendria entre 2 a 3 mesos, doncs s'espera que, després de la tornada de la nau a la Terra, se li faci una anàlisi a cadascuna de les seves parts abans de llançar la missió Crew-1. Aquesta anàlisi duraria un mes.
Behnken i Hurley van arribar al Centre espacial John F. Kennedy el 20 de maig per preparar-se per al llançament, el coet Falcon 9 va ser portat amb èxit a la plataforma, la data triada va ser el 27 de maig. La prova de foc estàtica es va dur a terme el 22 de maig de 2020, abans del llançament programat.
A escassos 16 minuts del llançament, es va informar d'un pronòstic climàtic advers, a causa d'això, l'operació es va posposar fins al 30 de maig a les 19:22 UTC, data en què va enlairar la missió gràcies a les favorables condicions climàtiques. El llançament va servir com una espècie de prova per a l'impuls de la NASA d'associar-se amb el sector privat; això permetrà millores en els costos, innovació i seguretat.

## Arribada a l'EEI

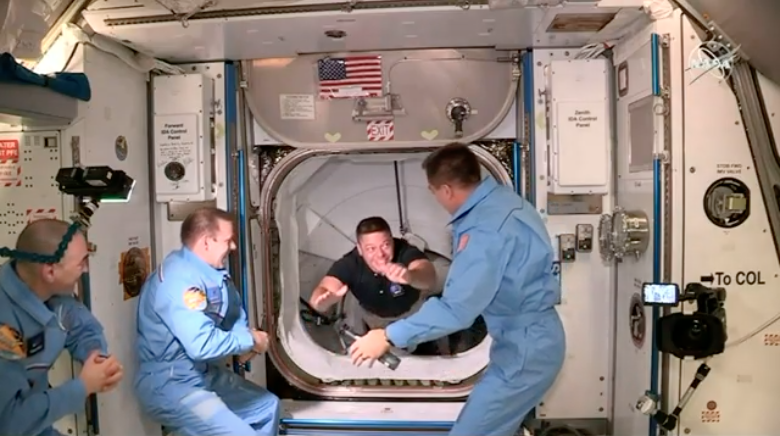
Behnken ingressa a l'Estació Espacial Internacional.

El president Donald Trump i el vicepresident Mike Pence, amb les seves esposes, van estar al Centre Espacial Kennedy a Florida per veure l'intent de llançament el 27 de maig de 2020 i van tornar per al llançament el 30 de maig de 2020, juntament amb la Segona Dama Karen Pence.
Els astronautes Doug Hurley i Bob Behnken van revelar que el nom de la seva nau espacial Crew Dragon (que anteriorment portava la numeració interna C206), era Endeavour, poc després del llançament. És la tercera nau espacial nord-americana anomenada Endeavour, després del orbitador del transbordador espacial del mateix nom, i el mòdul de comandament i servei utilitzat per a la missió Apollo 15 en 1971. Hurley va dir que van triar Endeavour com els primers vols d'ell i Behnken a l'espai van ser en el transbordador espacial Endeavour.
Després del llançament, la nau va passar 19 hores en òrbita mentre s'apropava a l'EEI. Quan es van apropar a l'EEI, Hurley va demostrar la capacitat de pilotar la nau espacial a través dels controls de la seva pantalla tàctil fins que va aconseguir una distància de 220 metres dels ports d'acoblament de l'EEI, moment en el qual van deixar que el programa d'atracament automatitzates fes càrrec. Endeavour va atracar amb l'EEI a les 14:29 UTC del 31 de maig de 2020. L'escotilla es va obrir i Hurley i Behnken van abordar l'EEI a les 18:22 UTC.
Hurley i Behnken es van unir a la tripulació de l'Expedició 63 de l'EEI, composta per l'astronauta de la NASA Chris Cassidy i els cosmonautes russos Ivan Vagner i Anatoli Ivanishin i van romandre en la ISS fins al 2 d'agost de 2020.

## Modes d'avortament
En aquesta missió, la nau Crew Dragon compta amb un sistema d'avortament de llançament que treballa amb 8 maneres: un des de la plataforma de llançament, i altres 7 en ple vol.
Una vegada assegurats en els seus seients els astronautes, i després d'allunyar-se l'estructura d'accés de tripulació del llançador, el sistema d'avortament de llançament és activat, a T -38 minuts. Des d'aquest moment, i fins als instants previs a l'enlairament, els motors SuperDraco en la nau s'activaran, si ocorregués alguna anomalia, elevant i allunyant ràpidament a la nau del coet, per realitzar un amaratge en la costa propera al complex espacial.
Els 7 modes d'avortament dissenyats, van ser definits per situar la zona d'amaratge de la càpsula en un dels 50 llocs predefinits, depenent del temps transcorregut des del llançament.
| Mode d'avortament | Interval d'inici | Zona d'amaratge | Tipus d'encesa                 |
| ----------------- | ---------------- | --- | ------------------------------ |
| Etapa 1a          | T+0:00           | Des de la costa de Florida fins a la de Carolina del Nord. | Prograd                        |
| Etapa 1b          | T +1:15          | Davant la costa de Virgínia. | Prograd                        |
| Etapa 2a          | T+2:32           | Oceà Atlàntic, des de les aigües davant de Delaware fins a les províncies marítimes de Canadà.                                                                                    | Prograd                        |
| Etapa 2b          | T +8:05          | Davant la costa de Nova Escòcia. | Retrògrad                      |
| Etapa 2c          | T +8:28          | Costa occidental d'Irlanda. | Prograd                        |
| Etapa 2d          | T +8:38          | Costa occidental d'Irlanda. | Retrògrad                      |
| Etapa 2i          | T +8:44          | Reservat per a anomalies en l'últim segon previ a assolir òrbita. No requereix encesa de motors SuperDraco, només correccions orbitals per continuar la missió, o decidir tornar. | Correctiu amb propulsors Draco |

Per amaratges en un radi de 200 milles nàutiques al voltant de Cap Canyar, un equip de 6 persones serà enviat per rescatar als tripulants. Aquest grup, en espera a la base Patrick, haurà de ser capaç d'arribar a la càpsula, extreure als astronautes i tornar amb ells a terra en un lapse de temps aproximat de 6 hores.
Si l'amaratge ocorregués fora del radi d'acció de l'equip de la base Patrick, un segon equip, de 9 integrants i establert a Charleston, Carolina del Sud, seria el responsable del rescat. Per a aquest equip, s'ha establert un termini màxim de 24 hores per arribar a la nau i obrir la seva escotilla, i un màxim de 72 hores per extreure als astronautes i tornar a terra ferma.

## Insígnia
El disseny de la insígnia mostra l'Estació Espacial Internacional en òrbita terrestre sobre els Estats Units. Sobre l'horitzó, enfront d'un camp d'estels, es troben els logotips de SpaceX per a la nau Dragon i el coet Falcon 9 que transportaran a la tripulació. També s'inclou el vector vermell de la insígnia de la NASA, que s'estén sobre el planeta.
Sota el vector, el logotip del programa de desenvolupament de tripulació comercial de la NASA s'estén cap amunt des de la designació de la missió, DM-2, inscrita en negreta i subtitulada, "First Crewed Flight" (primer vol tripulat).
Escrits al llarg de la vora exterior del pegat estan "NASA" i "SpaceX", separats per la bandera nord-americana, i els cognoms de la tripulació, "Hurley" i "Behnken".
La insígnia de la missió va ser dissenyada per Andrew Nyberg, un artista de Brainerd, Minnesota, que també és nebot de Doug Hurley.

## Transmissió
La cobertura d'aquest esdeveniment va ser realitzada per NASA TV, i es va transmetre a les pàgines web tant de la NASA com de SpaceX, així com als seus canals de YouTube i comptes de Periscope, també va ser transmès en el compte de Facebook de l'agència nord-americana.
A més va ser retransmès per diversos mitjans de comunicació i de divulgació científica de tot el món en diverses plataformes.